# Profesní sdružení
Profesní sdružení, unie, organizace, komora nebo zájmová samospráva je nezávislé, zpravidla neziskové sdružení (organizace) příslušníků – fyzických anebo právnických osob. Členy sdružení spojuje společný zájem (především) profesí na samosprávě, tedy na samostatném rozhodování o vlastních záležitostech, prosazování určitých kulturních a ekonomických zájmů. Komory obvykle nejsou odborovou organizací. Někdy však bývají takto chápána, případně stejná organizace působí v obou funkcích, což je třeba případ LOK-ČSL. Profesní sdružení je typem zájmové skupiny, která funguje jako advokační skupina či lobby, anebo vznikla ze zákona.
U svobodných povolání může být členství v určeném sdružení povinné – danou činnost (například funkci lékaře, farmaceuta, advokáta, exekutora apod.) nemůže vykonávat nikdo, kdo není členem příslušného sdružení nebo případně uznaného obdobného sdružení působícího v zahraničí. V takových případech je profesní sdružení buď založeno přímo zákonem nebo zákon existenci sdružení předpokládá. Zákonem může být založeno i profesní sdružení bez povinného členství – to se týká například Hospodářské komory ČR nebo Agrární komory ČR. Na veřejných vysokých školách samosprávu vykonávají členové akademické obce prostřednictvím jimi voleného akademického senátu.
Profesní sdružení se zakládají k podpoře pracovníků dané profese a výměnu informací mezi členy, případně vydávaní periodika zaměřeného k příslušnému oboru.

## Seznam stavovských komor s povinným členstvím
V České republice existují následující samosprávné stavovské komory zřízené ze zákona:
- Česká advokátní komora (oficiální web)
- Česká komora architektů (oficiální web)
- Česká komora autorizovaných inženýrů a techniků (oficiální web)
- Česká komora zeměměřičů (oficiální web)
- Komora patentových zástupců České republiky (oficiální web)
- Česká lékárnická komora (oficiální web)
- Česká lékařská komora (oficiální web)
- Česká stomatologická komora (oficiální web)
- Exekutorská komora České republiky (oficiální web)
- Jednota tlumočníků a překladatelů (oficiální web)
- Komora auditorů České republiky (oficiální web)
- Komora daňových poradců České republiky (oficiální web)
- Komora veterinárních lékařů České republiky (oficiální web)
- Notářská komora České republiky (oficiální web)

## Sdružování profesních sdružení
- Oborová společenstva neboli profesní unie Hospodářské komory ČR v roce 2020 tvořilo 124 živnostenských společenstev.[1]

- Svaz průmyslu a dopravy ČR podle vlastních údajů sdružuje 33 odvětvových profesních či regionálních svazů a asociací (kolektivních členů) a 146 individuálních členských firem (údaje k červnu 2019). Celkově tak reprezentuje zhruba 11 tisíc firem, které zaměstnávají 1,3 milionu pracovníků.[2]